# Przeprawa (film 1988)
Przeprawa (ros. Красный цвет папоротника / Krasnyj cwiet paporotnika) – polsko-radziecki dramat wojenny z 1988 roku w reżyserii Wiktora Turowa. Tematem filmu jest słynna bitwa w lasach lipskich i janowskich, stoczona w 1944 roku przez partyzantów polskich i radzieckich przeciwko wojskom III Rzeszy.
Wykorzystane w filmie lokacje: Warszawa, Lublin, Zamość, ruiny zamku w Krupem, most na Sanie pod Muniną, plenery z cerkwiami w ZSRR.